# 基因靜默

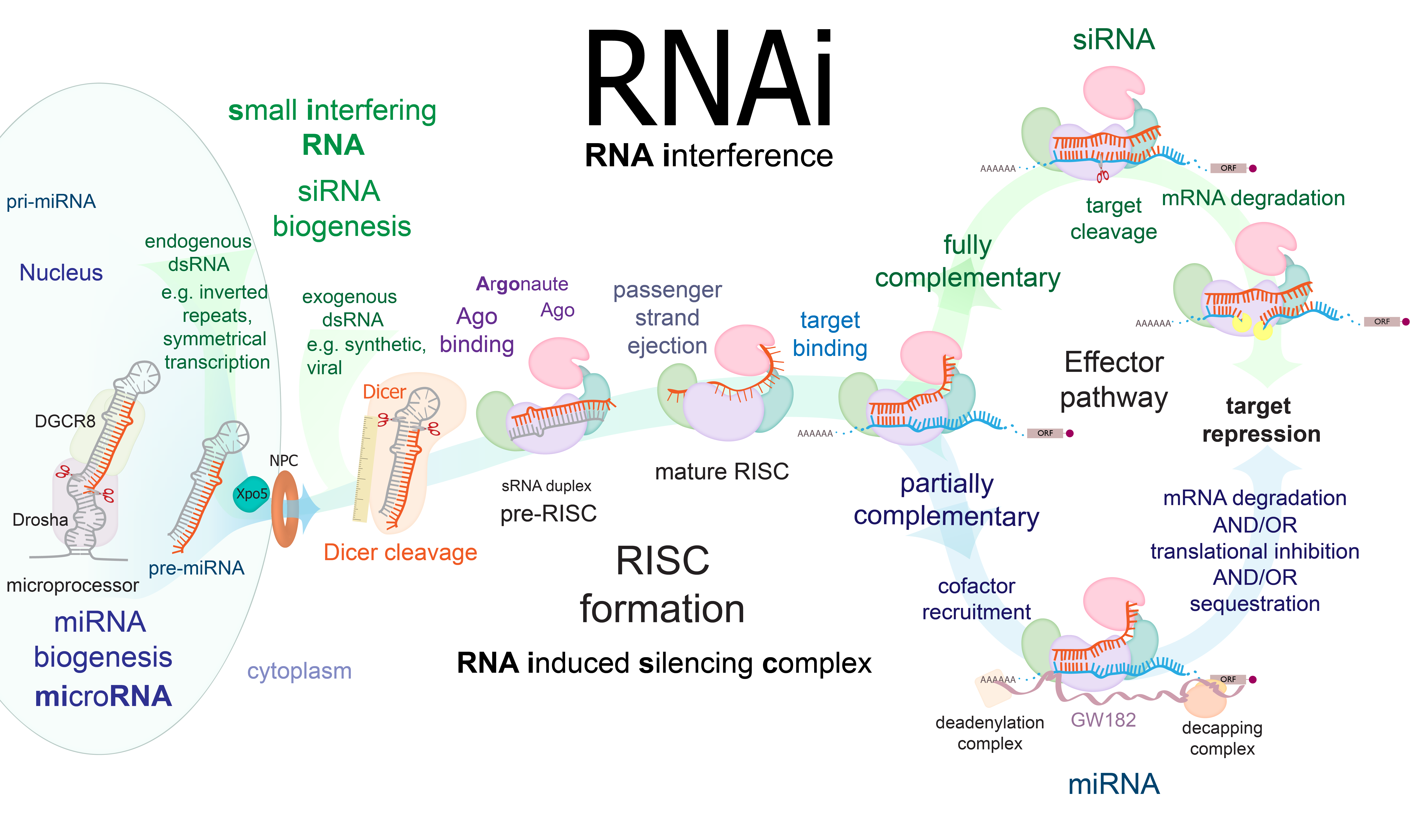
RNA干擾是細胞達成基因靜默的一種機制

基因靜默（Gene silencing）又稱基因沈默、基因沈寂，泛指生物細胞藉各種基因表現調控機制抑制某一基因表現的現象，機制包括DNA甲基化、位置效應、基因組銘印、基因轉應、重复序列诱导点突变、副突變、RNA靜默（包括RNA干擾、基因压制與非配对DNA介导的减数分裂沉默等，由miRNA、siRNA、piRNA與rasiRNA等小RNA引導）和mRNA降解等，例如許多mRNA的3'非轉譯區（3'UTR）即可和miRNA結合，以降低mRNA的轉譯達成基因靜默。
生物研究中，研究人員為研究一個基因的功能，會以RNA干擾或CRISPR等基因敲落技術達成基因靜默，大幅降低目標基因的表現以檢測其影響，進而推得目標基因的功能。相較於基因剔除完全移除目標基因的表現，基因敲落後目標基因表現雖被抑制，但仍保有一定程度的表現量。

## 临床应用
名为 Givosiran 的药物是针对δ-氨基酮戊酸合酶1（ALAS1，产生血基質的重要酶）的双链siRNA，能特异性地降解 ALAS1 mRNA，产生基因静默现象，可降低氨基酮戊酸（ALA）与卟胆原的积累，改善急性卟啉症发作症状。美国食品药品监督管理局已于2019年核准为治疗急性肝性卟啉症（AHP）的成人用药，并认为它是该领域的首创药物。

## 註腳
1. ↑  repeat-induced point mutation
2. ↑  gene quelling[4]
3. ↑  meiotic silencing by unpaired DNA，MSUD[4]